# Волконский, Фёдор Иванович Мерин
Не путать с Фёдором Ивановичем Волконским.
Князь Фёдор Иванович Волконский по прозванию Мерин († ноябрь 1630) — стольник, голова и воевода, во времена правления Фёдора Ивановича, Бориса Годунова, Смутное время, Василия IV Ивановича Шуйского и Михаила Фёдоровича, из 2-й ветви княжеского рода Волконских.
Единственный сын князя Ивана Тимофеевича Волконского.

## Биография
Был на Украине в Передовом полку (1595). Зимой 1604/1605 года послан на смену воеводе, князю Михаилу Самсоновичу Туренину, стоявшему под Новосилем. Воевода в Белгороде (1604-1605). Стоял на Коломенской дороге с князем Григорием Константиновичем Волконским (1607). Отправлен царем Василием Шуйским против литовского полковника Александра Лисовского во главе сторожевого полка, участвовал в бою при Медвежьем броде, где был разбит Лисовский. После этого он попытался помешать подходу Лжедмитрия II к Москве, но безрезультатно (1607-1608). Стоял с полком у Калужских ворот (1609). Участвовал в свержении царя Василий Шуйского (1610). Поднял народ в Переславле-Залесском и Костроме, встал воеводой во главе Костромского ополчения, выступил против войск Сапеги, и разбил его наголову под Александровской слободой (1611). Руководил Пушкарским приказом (1611).
Будучи одним из воевод Ярославля, присоединился к Первому народному ополчению, по прибытии к Москве расположился у Покровских ворот (23 июня 1613). Участвовал в приступе Китай-города (22 октября 1613). После убийства Прокопия Ляпунова, покинул подмосковный табор и вскоре перешел во Второе ополчение.
После избрания на царство Михаила Фёдоровича Романова пожалован в царские стольники (1613). По распоряжению царя Михаила Фёдоровича отправлен воеводой в Елец для верстания и переписи детей боярских (1614). Местничал и проиграл спор с московским дворянином И. И. Язвецовым (1614). По указу пошёл с Ельца на черкас (1615). «По ногайским делам» назначен воеводой в Москве в Деревянном городе от Фроловских ворот до Яузы, с князем С. С. Прозоровским, имея при себе 322 служилых человека (1616). Участвовал в боях с польским королевичем Владиславом Вазой, исполняя обязанности третьего воеводы Большого полка, которым командовал князь Борис Михайлович Лыков-Оболенский (1618). Участник московского осадного сидения (1618), из князей Волконских записан первым в книге осадного сидения, имел на это время оклад 1000 четвертей. Местничал с И. А. Колтовским (1618). Воевода в Кашире (1619). Судья в Челобитном приказе (1620), второе лицо в приказе (1622). Воевода в Михайлове (1625). Упоминается на свадьбе Михаила Фёдоровича с Евдокией Лукьяновной Стрешневой, у государева стола (05 февраля 1626). В день Знамения Пресвятой Богородицы был у государева стола (26 ноября 1626). Обедал у Государя (06 января 1627). В первый день Пасхи христосовался «в комнате» с Государём (25 марта 1627). В день праздника происхождения Честного Креста, значится в числе дневавших и ночевавших в Кремле, при походе Государя в Симонов монастырь (31 июня 1627). Был у Государя на новоселье (28 ноября 1628).
Помещик, государевой грамотой пожаловано село Никифоровское в Московском уезде (1618—1624).
Умер († ноябрь 1630).

## Семья
Женат на Марфе Владимировне, вдова (1631), взамен поместий мужа получила поместья в Вологодском уезде. Его жена, Марфа Владимировна, по всей вероятности, была дочь князя Клубкова-Мосальского Владимира Ивановича Шани, такое предположение можно вывести из духовного завещания жены сына его, князя Петра Фёдоровича — княгини Марфы Петровны.
Имели детей:
- Волконский Фёдор Фёдорович († 1665) — боярин.
- Волконский Пётр Фёдорович († 1649) — окольничий.
- Волконский Иван Фёдорович — стольник (1623), рында (1629) и воевода в Усерде (1639), женат на Акулине Фёдоровне урождённой Денисьевой, вдова (1646).
- Мария Фёдоровна — упомянута в духовном завещании жены брата (декабрь 1626).